# Rush Valley
Rush Valley – miasto w Stanach Zjednoczonych, w stanie Utah, w hrabstwie Tooele.